# Huso brevirostrum
El esturión chato (Huso brevirostrum) es una especie de pez del género Acipenser, familia Acipenseridae. Fue descrita científicamente por Lesueur en 1818.
Se distribuye por América del Norte: Canadá hasta Florida, EE. UU. La longitud total (TL) es de 143 centímetros con un peso máximo de 23 kilogramos. Habita en desembocaduras de ríos, lagos, estuarios y bahías. Se alimenta de crustáceos, moluscos e insectos bentónicos. Puede alcanzar los 53 metros de profundidad.
Está clasificada como una especie marina inofensiva para el ser humano.